# Beyren
Beyren (en luxemburguès: Beiren) és una vila de la comuna de Flaxweiler, situada al districte de Grevenmacher del cantó de Grevenmacher. Està a uns 15 km de distància de la ciutat de Luxemburg.